# Niko Tinbergen
Nikolaas (Niko) Tinbergen (Den Haag, 15 april 1907 – Oxford, 21 december 1988) was een Nederlandse etholoog, die zich in zijn leven vooral gericht heeft op het gedrag van dieren. Dit was indertijd nog een heel nieuwe tak van de biologie, hij wordt dan ook wel als een van de grondleggers van de ethologie (gedragsleer) gezien. In 1973 ontving hij een Nobelprijs voor Fysiologie of Geneeskunde, gedeeld met Konrad Lorenz en Karl von Frisch, die net als hij baanbrekend werk op het gebied van de gedragsleer hebben gedaan. De evolutiebioloog Richard Dawkins werd in Oxford onder anderen door Tinbergen opgeleid. Een andere bekende leerling is de zoöloog, schrijver en schilder Desmond Morris.

## Biografie
Tinbergen werd geboren in Den Haag als zoon van Dirk Cornelis Tinbergen (1874-1951), leraar Nederlands aan een gymnasium, en Jeannette van Eek (1877-1960). In zijn jeugd was hij zeer sportief, met name schaatsen en hockey. Hij heeft zelfs in het Nederlands jeugdhockeyelftal gespeeld. Van 1920 tot 1925 bezocht Niko de Tweede HBS in Den Haag. Hij was lid van de Nederlandse Jeugdbond voor Natuurstudie (NJN) en kwam in die jaren met vrienden daaruit regelmatig op  vogeleiland De Beer en publiceerde daarover. Aanvankelijk wilde hij geen universitaire studie volgen – veel liever werd hij profhockeyer – maar op advies van zijn biologieleraar Abraham Schierbeek en Paul Ehrenfest – promotor van zijn oudste broer Jan – maakte hij in de zomer van 1925 een reis naar de Koerse Schoorwal, een bijzonder natuurgebied nabij Koningsbergen. De opgedane ervaring deed hem besluiten toch biologie te gaan studeren aan de Rijksuniversiteit Leiden. In 1932 promoveerde hij op het proefschrift Über die Orientierung von Philanthus triangulum, Fabr. – over het 'homing'-gedrag van de bijenwolf, een graafwespensoort.
Na zijn promotie trad hij in het huwelijk met Elisabeth (Lies) Rutten (1912-1990), de dochter van de Utrechtse hoogleraar geologie Louis Rutten. Kort daarna namen hij en Lies deel aan een Nederlandse poolexpeditie naar Groenland in het kader van het Internationale Pooljaar 1932-33. Twee zomers en een winterperiode verbleven ze in de eskimogemeenschap van Tasiilaq waar hij de rol van de evolutie bestudeerde in het gedrag van sneeuwgorzen, franjepoten en eskimo-sledehonden. Gedurende zijn poolexpeditie hield hij een dagboek bij dat hij na terugkomst in Nederland publiceerde als Eskimoland (1934).
Na zijn terugkeer in Nederland kreeg Tinbergen een aanstelling als assistent bij het Zoölogisch Laboratorium van de Leidse universiteit. In 1940 werd hij er benoemd tot lector. Zijn werk werd onderbroken door de Tweede Wereldoorlog waarin hij twee jaar geïnterneerd was in gijzelaarskamp Beekvliet in Sint-Michielsgestel. De reden was dat hij, net als vele andere Leidse docenten, een brief had ondertekend waarin geprotesteerd werd tegen de uitsluiting van joodse medewerkers en de beknotting van de academische vrijheid. Na de oorlog pakte hij zijn werkzaamheden weer op. In 1947 werd hij aan de Leidse universiteit benoemd tot hoogleraar in de experimentele zoölogie.
Twee jaar later stapte hij over naar de Universiteit van Oxford op uitnodiging van de zeebioloog Alister Hardy. In Oxford mocht hij een centrum voor onderzoek en onderwijs naar diergedrag opzetten. Aanvankelijk bekleedde hij de functie van lecturer. Pas in 1966 werd hij er hoogleraar, nadat hij in 1955 de Britse nationaliteit had verkregen. In 1974 ging hij met emeritaat. Tinbergen overleed op 21 december 1988 te Oxford op 81-jarige leeftijd.

## Werk
Tinbergen was, naast sport, van jongs af aan geïnteresseerd in de natuur en in veldwerk. Als kind las hij de rijk geïllustreerde Verkade-albums over de Nederlands flora en fauna geschreven door Jac. P. Thijsse. In de achtertuin had Niko twee aquariums staan waarin hij stekelbaarsjes hield en waar hij hun bijzondere nestbouwgedrag kon observeren. Toen in 1920 de Nederlandse Jeugdbond voor Natuurstudie (NJN) werd opgericht werd Tinbergen direct lid. Zijn interesse ging met name uit naar vogels, die hij zo veel mogelijk in het wild observeerde, tekende en fotografeerde. Met deze tekeningen en foto's illustreerde hij zijn latere artikelen en boeken. Zijn eerste artikelen publiceerde hij als in 1923 in Amoeba , het bondsblad van de NJN. Net als Thijsse wist Tinbergen met zijn boeken en natuurfilms grote groepen jonge mensen te enthousiasmeren voor de studie van de natuur en biologie.
Tinbergen deed pioniersonderzoek naar het gedrag van dieren. In plaats van diergedrag te onderzoeken in laboratoria vond hij dat dieren in hun natuurlijke omgeving onderzocht dienden te worden. Zijn aanpak stoelde op nauwkeurige waarnemingen en eenvoudige, gecontroleerde experimenten in het veld. Beroemd is zijn onderzoek naar de functie van de rode vlek op de snavel van de zilvermeeuw. Om hierachter te komen zette Tinbergen samen met studenten tijdens zomerkampen op de Boschplaat op Terschelling observatieposten op bij meeuwennesten. Op de momenten dat de ouders op jacht naar voedsel waren, hielden ze zelfgemaakte modellen van meeuwenkoppen bij de achtergebleven kuikens om te observeren hoe ze erop reageerden. Met variaties in vorm en kleur kwam men erachter welke elementen welk gedrag bij de kuikens opwekten.

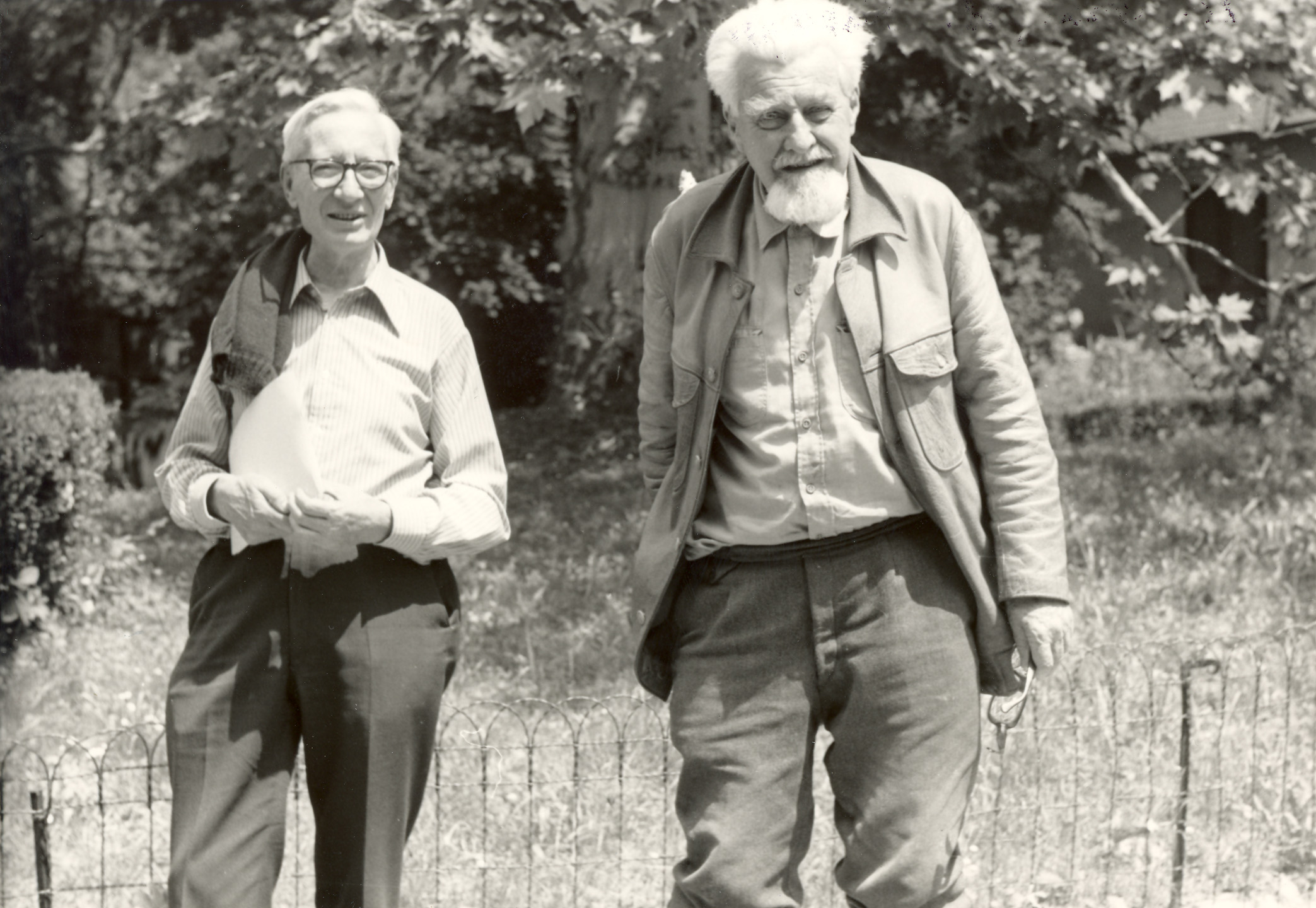
Nikolaas Tinbergen (links) met Konrad Lorenz (1978)

Hoewel hij met zijn vroege werk enig erkenning op het gebied van de biologie verkreeg, was het pas nadat hij in november 1936 in Leiden Konrad Lorenz had ontmoet dat zijn werk meer richting begon te krijgen. Tinbergen nam zijn gezin mee naar Lorenz’ huis in Oostenrijk voor een zomervakantie zodat de twee mannen samen konden werken. Tinbergen en Lorenz ontwikkelden een theoretisch raamwerk voor de studie ethologie, wat toen een opkomend veld was. Hun hypothese was dat instinct niet een impuls is op omgevingsfactoren maar voortkomt uit een dierlijke impuls. In 1938 kreeg hij van de Netherland-America Foundation de kans om vier maanden in de Verenigde Staten te verblijven. Die tijd gebruikte hij voor het geven van lezingen om meer bekendheid te geven aan onderzoek naar diergedrag.
Later ging Tinbergen steeds vaker gedragingen zien als patronen waarvan de afzonderlijke elementen zich systematisch lieten bestuderen en verklaren. In 1951 verscheen zijn bekendste werk "The Study of Instinct" waarin hij zijn theoretische opvattingen naar de studie van ethologie neerlegde. Twee jaar later volgde The Herring Gull's Worlds. Daarnaast schreef hij meer dan honderd artikelen in 'De Levende Natuur' en was oprichter van het ethologische tijdschrift "Behaviour".

## Vier vragen van Tinbergen
In 1963 publiceerde Tinbergen in een Duits tijdschrift een artikel onder de naam On aims and methods of ethology. Hierin verwoordt hij de vier basisvragen opgesteld waar de meeste ethologen tegenwoordig van uitgaan bij het opstellen van een gedragsonderzoek. De eerste twee vragen behoren tot de proximate analyse (directe oorzaken van de vorming van het gedrag) en de laatste twee vragen behoren tot de ultimate vragen (hoe evolutionaire krachten het gedrag gevormd hebben in de loop van de tijd).
- Ontwikkeling: Hoe verandert het gedrag gedurende het volwassen worden van het dier?
- Mechanisme: Welke stimuli veroorzaken het gedrag?
- Functie: Hoe beïnvloedt het gedrag de kans op overleving en reproductie?
- Evolutie: Hoe verandert het gedrag als een functie van de evolutionaire geschiedenis, of fylogenie, van het bestudeerde dier?

## Trivia
- In Schagen is in de jaren 1970 een basisschool vernoemd naar Niko Tinbergen.